# Canadian Soccer League 2017
La Canadian Soccer League 2017 fue la 20.ª edición del campeonato semiprofesional del fútbol canadiense, la cual comenzó el 26 de mayo y terminó el 30 de septiembre con 8 equipos en la primera división y 8 en la segunda.

## Sistema de competición

### Torneo regular[1]
El torneo se disputa mediante el sistema de todos contra todos, donde cada equipo juega contra los demás dos veces, una como local, y otra como visitante. Cada equipo recibirá tres puntos por partido ganado, un punto en caso de empate, y ninguno si pierde.
Al finalizar la última jornada los 8 equipos con mayor puntuación avanzaran a la fase final del campeonato.

### Fase final
Los ocho clubes calificados para esta fase del torneo serán reubicados de acuerdo con el lugar que ocupen en la tabla General al término de la temporada regular, con el puesto del número uno al club mejor clasificado, y así hasta el número 8. Los partidos a esta fase se desarrollarán a único partido, en las siguientes etapas:
Cuartos de final
Semifinales
Final
En cada etapa si al término del tiempo reglamentario el partido está empatado, se agregarán dos tiempos extras de 15 minutos cada uno. De persistir el empate en estos periodos, se procederá a lanzar tiros penales hasta que resulte un vencedor.

## Equipos

### Primera división[2]
| Equipo               | Ciudad                        | Estadio                    | Entrenador                  |
| -------------------- | ----------------------------- | -------------------------- | --------------------------- |
| Brantford Galaxy     | Brantford, Ontario            | Steve Brown Sports Complex | Tomo Dančetović             |
| FC Vorkuta           | North York, Toronto           | Esther Shiner Stadium      |                             |
| Milton SC            | Milton, Ontario               | Jean Vanier Stadium        | Amir Osmanlic               |
| Royal Toronto FC     | Toronto, Ontario              | Varsity Stadium            |                             |
| Scarborough SC       | Scarborough, Toronto, Ontario | Birchmount Stadium         | Ricardo Munguía Pérez       |
| Serbian White Eagles | Etobicoke, Toronto            | Centennial Park Stadium    | Uroš Stamatović Mirko Medić |
| SC Waterloo          | Waterloo, Ontario             | Warrior Field              | Stefan Ristic               |
| York Region Shooters | Maple, Vaughan                | Joan of Arc Turf Field     | Tony De Thomasis            |

### Segunda división[3]
| Equipo                 | Ciudad              | Estadio                    | Entrenador      |
| ---------------------- | ------------------- | -------------------------- | --------------- |
| Brantford Galaxy B     | Brantford, Ontario  | Steve Brown Sports Complex | Tomo Dancetovic |
| Burlington SC          | Burlington, Ontario | Nelson Stadium             |                 |
| FC Ukraine United      | Toronto, Ontario    | Centennial Park Stadium    |                 |
| FC Vortuka B           | Toronto, Ontario    | Esther Shiner Stadium      |                 |
| London City            | London, Ontario     | Hellenic Centre Stadium    | Cedo Popovic    |
| Royal Toronto B        | Toronto, Ontario    | Varsity Stadium            |                 |
| SC Waterloo B          | Waterloo, Ontario   | Warrior Field              |                 |
| Serbian White Eagles B | Toronto, Ontario    | Centennial Park Stadium    | Goran Bakoc     |

## Clasificación
| Pos. | Equipo               | PJ | PG | PE | PP | GF | GC | DG  | Pts. |                                    |
| ---- | -------------------- | -- | -- | -- | -- | -- | -- | --- | ---- | ---------------------------------- |
| 1    | FC Vorkuta           | 14 | 10 | 2  | 2  | 43 | 13 | +30 | 32   | Clasificado a los Cuartos de final |
| 2    | Serbian White Eagles | 14 | 9  | 4  | 1  | 38 | 14 | +24 | 31   | Clasificado a los Cuartos de final |
| 3    | York Region Shooters | 14 | 9  | 3  | 2  | 34 | 7  | +27 | 30   | Clasificado a los Cuartos de final |
| 4    | Scarborough SC       | 14 | 7  | 3  | 4  | 37 | 17 | +20 | 24   | Clasificado a los Cuartos de final |
| 5    | Brantford Galaxy     | 14 | 6  | 0  | 8  | 26 | 37 | -11 | 18   | Clasificado a los Cuartos de final |
| 6    | Milton SC            | 14 | 2  | 2  | 10 | 24 | 75 | -51 | 8    | Clasificado a los Cuartos de final |
| 7    | SC Waterloo Region   | 14 | 1  | 5  | 8  | 19 | 33 | -14 | 8    | Clasificado a los Cuartos de final |
| 8    | Royal Toronto FC     | 14 | 1  | 3  | 10 | 20 | 45 | -25 | 6    | Clasificado a los Cuartos de final |

### Cuartos de final
| 15 de septiembre de 2017 | Serbian White Eagles                                                                         | 5-3 (t. s.) | SC Waterloo                              | Centennial Park Stadium, Toronto                     |                                                      |
| 19:00                    | Ivan Nikolic 5' · Luka Bojić 58' · Branislav Vukomanović 87' · Miroslav Jovanović 101', 114' | Reporte     | Jure Glavina 27', 45' · Ramon Bailey 70' | Asistencia: 150 espectadores Árbitro(s): Tony Amaral | Asistencia: 150 espectadores Árbitro(s): Tony Amaral |

| 16 de septiembre de 2017 | FC Vorkuta                                                  | 6-3     | Royal Toronto FC                | Ontario Soccer Centre, Vaughan |                             |
| 20:00                    | Oleh Kerchu · Sergiy Ivliev · Oleg Shutov · Volodymyr Rudyi | Reporte | Dario Brezak · Adrian Bembridge | Árbitro(s): Marco Jaramillo    | Árbitro(s): Marco Jaramillo |

| 16 de septiembre de 2017 | Scarborough SC          | 6-2     | Brantford Galaxy | Birchmount Stadium, Toronto |  |
| 20:00                    | Aleksander Stojiljkovic | Reporte | Miroslav Cabrilo |                             |  |

| 17 de septiembre de 2017 | York Region Shooters | Cancelado | Milton SC | St. Joan of Arc Catholic High School, Maple |  |
| 18:30                    |                      | Reporte   |           |                                             |  |

### Semifinales
| 22 de septiembre de 2017 | Serbian White Eagles | 1-2     | York Region Shooters                     | Centennial Park Stadium, Toronto                         |                                                          |
| 19:00                    | Ivan Nikolic 35'     | Reporte | Hassan Abdulmumini 22' · Kavin Bryan 52' | Asistencia: 300 espectadores Árbitro(s): Marco Jaramillo | Asistencia: 300 espectadores Árbitro(s): Marco Jaramillo |

| 23 de septiembre de 2017 | FC Vorkuta | 0-1     | Scarborough SC     | Esther Shiner Stadium, Toronto |  |
| 18:00                    |            | Reporte | Haris Fazlagic 21' |                                |  |

### Final
| 30 de septiembre de 2017 | York Region Shooters | 1-1 (t. s.)(5-4 p.) | Scarborough SC     | Lamport Stadium, Toronto |  |
| 16:30                    | Evan Beutler 51'     | Reporte             | Haris Fazlagic 61' |                          |  |

### Campeón
| Canadian Soccer League 2017    |
| ------------------------------ |
| Bandera de Ontario             |
| York Region Shooters 3º Título |

### Goleadores
| Posición | Jugador                 | Club                 | Goles |
| -------- | ----------------------- | -------------------- | ----- |
| 1        | Aleksandar Stojiljković | Scarborough SC       | 17    |
| 2        | Sergiy Ivliev           | FC Vorkuta           | 13    |
| 3        | Evan Beutler            | York Region Shooters | 7     |
| 4        | Miroslav Čabrilo        | Brantford Galaxy     | 6     |
| 4        | Scott Damion Tristan    | Milton SC            | 6     |
| 4        | Kiril Dimitrov          | Scarborough SC       | 6     |
| 4        | Đorđe Jočić             | Serbian White Eagles | 6     |
| 4        | Miroslav Jovanović      | Serbian White Eagles | 6     |
| 4        | Branislav Vukomanović   | Serbian White Eagles | 6     |
| 5        | Krum Bibishkov          | Scarborough SC       | 5     |
| 5        | Kavin Bryan             | York Region Shooters | 5     |
| 5        | Oleg Shutov             | FC Vorkuta           | 5     |

## Segunda División

### Clasificación
| Pos. | Equipo                 | PJ | PG | PE | PP | GF | GC | DG  | Pts. |                                    |
| ---- | ---------------------- | -- | -- | -- | -- | -- | -- | --- | ---- | ---------------------------------- |
| 1    | FC Ukraine United      | 14 | 13 | 1  | 0  | 75 | 10 | +65 | 40   | Clasificado a las semifinales      |
| 2    | Burlington SC          | 14 | 10 | 1  | 3  | 44 | 18 | +26 | 31   | Clasificado a los cuartos de final |
| 3    | FC Vorkuta B           | 14 | 8  | 0  | 6  | 41 | 25 | +16 | 24   | Clasificado a los cuartos de final |
| 4    | Brantford Galaxy B     | 14 | 7  | 1  | 6  | 29 | 35 | -6  | 22   | Clasificado a los cuartos de final |
| 5    | Serbian White Eagles B | 14 | 6  | 0  | 8  | 32 | 59 | -27 | 18   | Clasificado a los cuartos de final |
| 6    | SC Waterloo B          | 14 | 5  | 1  | 8  | 26 | 39 | -13 | 16   | Clasificado a los cuartos de final |
| 7    | Royal Toronto B        | 14 | 5  | 0  | 9  | 32 | 58 | -26 | 15   | Clasificado a los cuartos de final |
| 8    | London City SC         | 14 | 0  | 0  | 14 | 11 | 46 | -35 | 0    |                                    |

### Cuartos de final
| 16 de septiembre de 2017 | Serbian White Eagles B | 1-2     | Brantford Galaxy B | Serbian Community Centre, Hamilton |  |
| 17:00                    |                        | Reporte |                    |                                    |  |

| 17 de septiembre de 2017 | FC Vorkuta B                                                          | 5-0     | SC Waterloo B | St. Robert Catholic High School, Thornhill |  |
| 15:00                    | Yaroslav Svorak · Yaroslav Solonynko · Oleksandr Lakusta · Kris Kezic | Reporte |               |                                            |  |

| 17 de septiembre de 2017 | Burlington SC | 3-0     | Royal Toronto FC B |  |  |
|                          |               | Reporte |                    |  |  |

### Semifinales
| 24 de septiembre de 2017 | Burlington SC | 4-1     | FC Vorkuta B |  |  |
| 12:00                    |               | Reporte |              |  |  |

| 24 de septiembre de 2017 | FC Ukraine United                                 | 7-0     | Brantford Galaxy B | Esther Shiner Stadium, Toronto |  |
| 15:00                    | Pavlo Lukyanets · Yevhen Falkovsky · Roman Pitsur | Reporte |                    |                                |  |

### Final
| 30 de septiembre de 2017 | FC Ukraine United                                                  | 5-2     | Burlington SC                      | Lamport Stadium, Toronto |                          |
| 14:00                    | Taras Hromyak · Pavlo Lukyanets · Roman Pitsur · Yevhen Falkovskyi | Reporte | Brandon Wellington · Amardo Oakley | Árbitro(s): Javier Prior | Árbitro(s): Javier Prior |

### Campeón
| Canadian Soccer League Segunda División 2017 |
| -------------------------------------------- |
| Bandera de Toronto                           |
| FC Ukraine United ? Título                   |

### Goleadores
| posición | Jugador           | Club                   | Goles |
| -------- | ----------------- | ---------------------- | ----- |
| 1        | Taras Hromyak     | FC Ukraine United      | 15    |
| 2        | Jerry Gbodume     | Royal Toronto FC B     | 7     |
| 2        | Amardo Oakley     | Burlington SC          | 7     |
| 4        | Pavlo Lukyanets   | FC Ukraine United      | 6     |
| 5        | Adriano Marques   | Burlington SC          | 5     |
| 5        | Aleksander Mitic  | SC Waterloo B          | 5     |
| 7        | Kiril Antonenko   | FC Ukraine United      | 4     |
| 7        | Vitomir Jelic     | Serbian White Eagles B | 4     |
| 7        | Oleksandr Lakusta | FC Vorkuta B           | 4     |
| 7        | Adam Villella     | Brantford Galaxy B     | 4     |